# John C. Mather
John Cromwell Mather (født 7. august 1946 i Roanoke, Virginia, USA) er en amerikansk astrofysiker. Han var en del af det hold, der fra 2003-2006 undersøgte teorien om "Big Bang". Han modtog i 2006 Nobelprisen i Fysik, sammen med sin arbejdskolega, og nære ven, George F. Smoot.